# Harshae Raniga
Harshae Raniga (1 de octubre de 1994) es un futbolista neozelandés que juega como defensor en el Auckland City de la Stirling Sports Premiership.

## Carrera
Luego de desempeñarse un año en las inferiores de Los Angeles Galaxy, en 2012 regresó a Nueva Zelanda para firmar con el Waitakere United. En 2015 pasó al Onehunga Sports, aunque dejaría el club en 2016 para incorporarse al Auckland City.

### Clubes
| Club                        | País          | Año             |
| --------------------------- | ------------- | --------------- |
| Waitakere United            | Nueva Zelanda | 2012 - 2015     |
| Onehunga Sports             | Nueva Zelanda | 2015 - 2016     |
| Auckland City Football Club | Nueva Zelanda | 2016 - Presente |

### Selección nacional
Disputó con la selección sub-17 de Nueva Zelanda la Copa Mundial de 2011. En 2015 fue convocado para disputar con la categoría sub-23 los Juegos del Pacífico, y más adelante recibió su primer llamado para el seleccionado mayor para un amistoso ante Birmania, donde finalmente realizó su debut.

#### Partidos y goles internacionales
| Partidos y goles internacionales | Partidos y goles internacionales | Partidos y goles internacionales | Partidos y goles internacionales | Partidos y goles internacionales | Partidos y goles internacionales | Partidos y goles internacionales |
| #                                | Fecha                            | Estadio                          | Rival                            | Resultado                        | Competición                      | Gol(es)                          |
| -------------------------------- | -------------------------------- | -------------------------------- | -------------------------------- | -------------------------------- | -------------------------------- | -------------------------------- |
| 2015                             |                                  |                                  |                                  |                                  |                                  |                                  |
| 1                                | 7 de septiembre                  | Estadio Thuwunna, Rangún         | Birmania                         | 1 – 1                            | Amistoso                         |                                  |

## Palmarés
| Título                | Club             | País          | Año     |
| --------------------- | ---------------- | ------------- | ------- |
| Campeonato Sub-17 OFC | Selección Sub-17 | Nueva Zelanda | 2011    |
| Charity Cup           | Waitakere United | Nueva Zelanda | 2012    |
| Premiership           | Waitakere United | Nueva Zelanda | 2012-13 |
| Liga de Campeones     | Auckland City    | Nueva Zelanda | 2016    |
| Liga de Campeones     | Auckland City    | Nueva Zelanda | 2017    |
| Premiership           | Auckland City    | Nueva Zelanda | 2017-18 |